# ヒルドゥル級砲艦

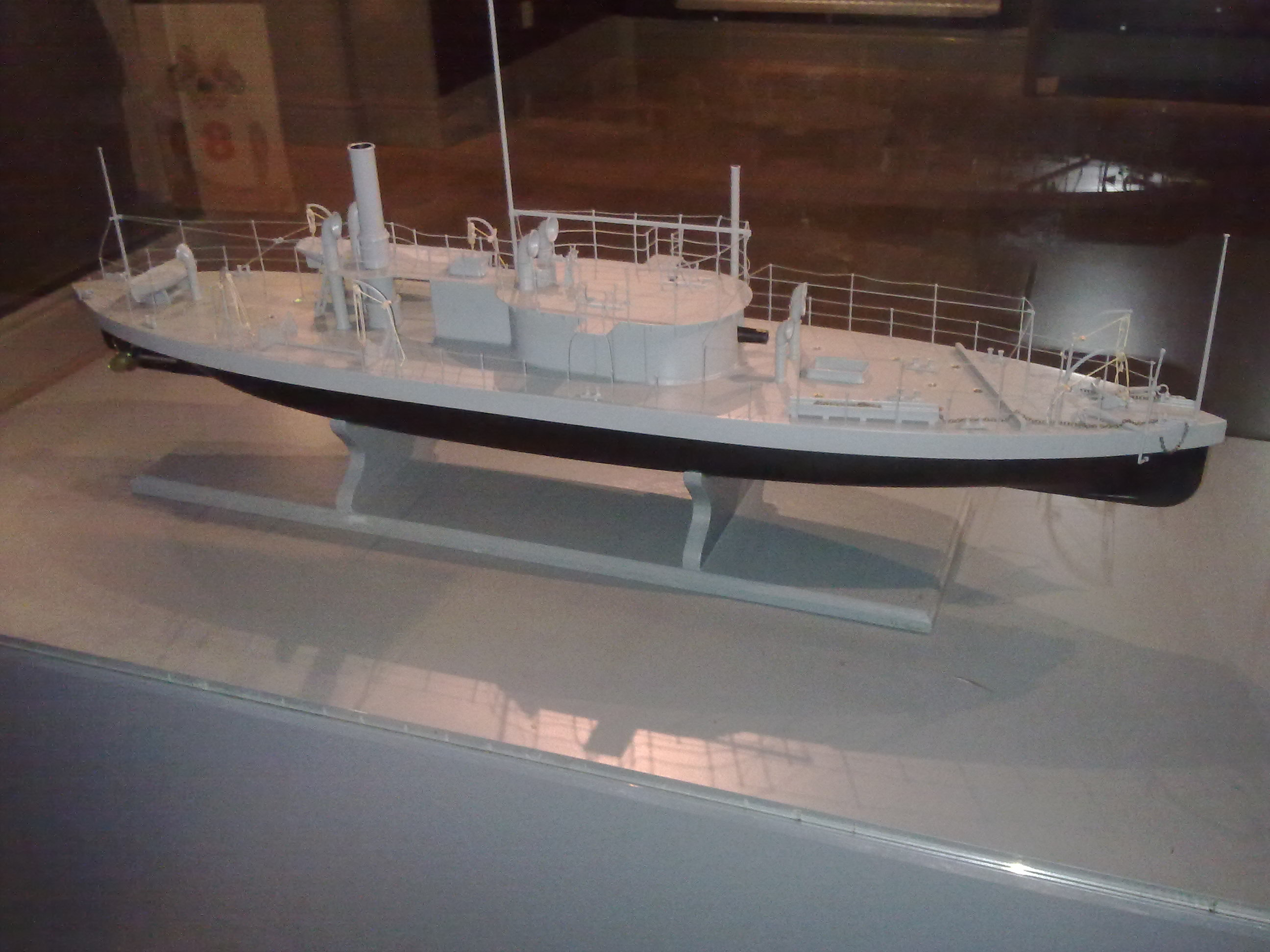
「ヒルドゥル」の模型

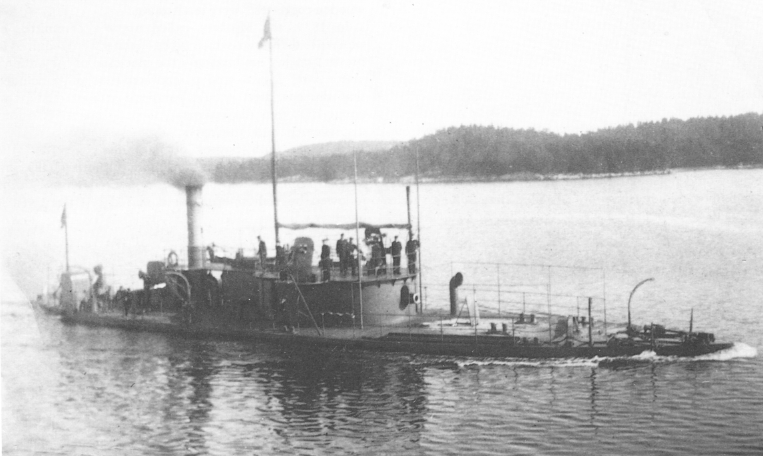
「イェルダ」（1895年）

ヒルドゥル級はスウェーデンの装甲砲艦。1870年代に「ヒルドゥル (Hildur)」、「イェルダ (Gerda)」、「ウルフ (Ulf)」、「ビョールン (Björn)」、「ベルセルク (Berserk)」、「セルヴェ (Sölve)」、「フォルケ (Folke)」の7隻が建造された。当時存在していた陸軍の王立岩礁砲兵隊に所属し、同隊が1873年に廃止されると海軍に移された。海軍では三等装甲艇に類別された。
メーラレン湖やストックホルム多島海用の艦が求められたことで建造されたもので、まず1870年秋に「ヒルドゥル」と「イェルダ」がリンドべリス造船所とベリスンス造船所で起工され、1872年に就役。残る5隻は1873年から1875年にかけてモータラ社で建造された。
設計はモニター「ジョン・エリクソン」などに関わったアウグスト・ディ・アイリー。基準排水量453トン、全長39.78m、最大幅8.02m、吃水2.52m。
「ヒルドゥル」と「イェルダ」の兵装は26cmM69型後装砲1門と機関砲。26cm砲は固定された長円形のシールド内に設置された。後の改装で兵装は12cmM/94型速射砲1門と57mm砲3門になった。2気筒2段膨張式蒸気機関2基と円缶2基搭載で2軸推進。出力133指示馬力で速力7.6ノットであった。公試では「イェルダ」が8ノットを発揮した。装甲厚は舷側76mm、砲楯前面355mm、側面127mm、司令塔127mm、甲板19mm。または装甲帯76mm、シールド前面418mm、側面356mm、司令塔254mm、甲板19mm。
「ウルフ」以降の艦では機関出力155指示馬力、速力8ノットとなっている。また、「ウルフ」と「ビョールン」では水線装甲帯が95mmであった。前方にしか主砲を撃てない艦では撤退時に反撃できず殲滅されるだろうとして、「フォルケ」は主砲を後ろ向きに搭載する艦とされた。また、同艦では水線装甲帯が前部では48mmとなっている。「ウルフ」以降の艦も主砲は後に12cmM/94型速射砲に換装された。

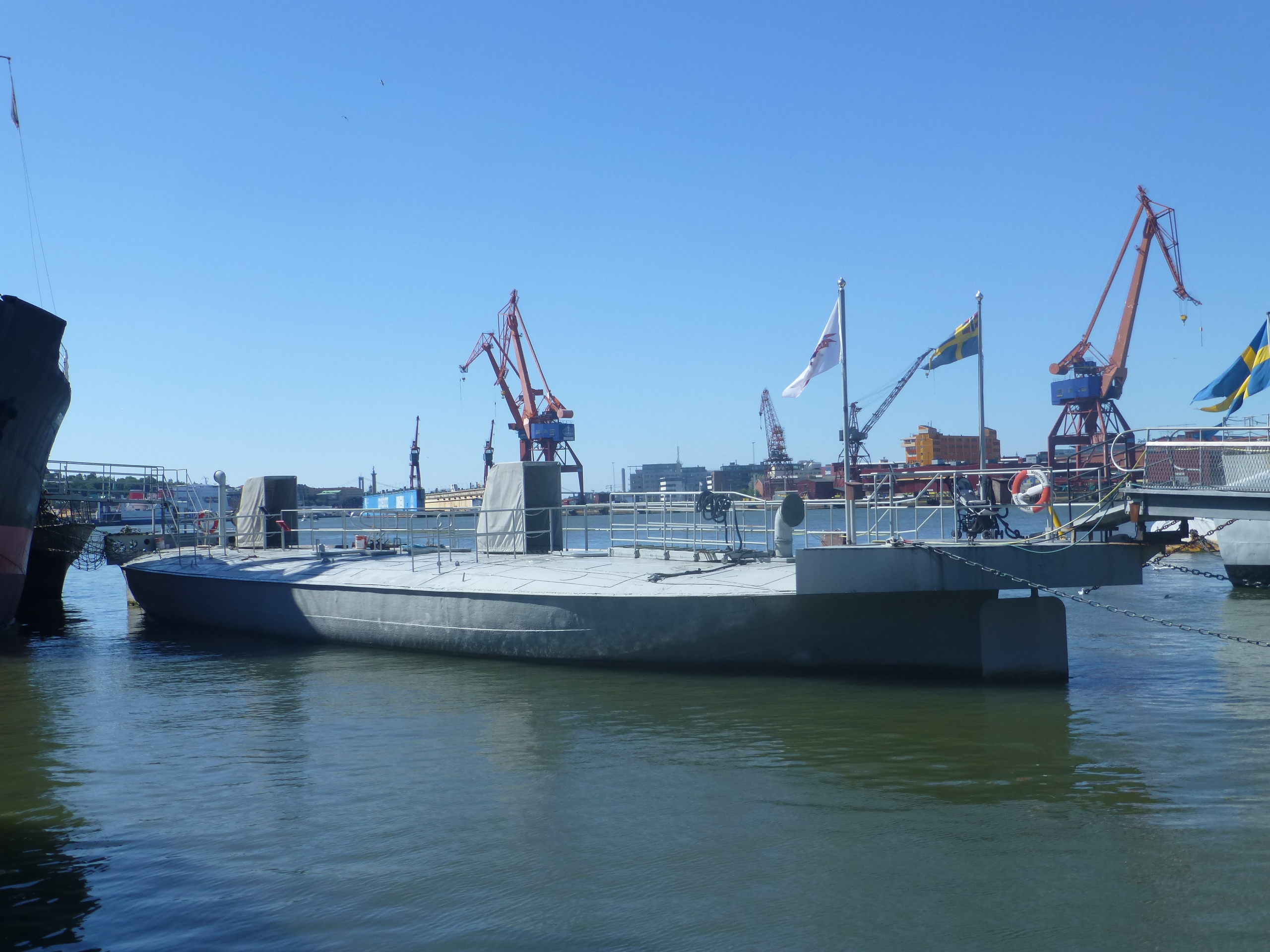
展示されている「セルヴェ」

「ヒルドゥル」は1919年に除籍され、油槽船となった。「イェルダ」は1922年に除籍され、魚雷発射所となった。「ウルフ」、「ビョールン」、「ベルセルク」も売却後に油槽船となった。「フォルケ」は1919年に除籍され、潜水艦の暖房用とされた後、1942年に売却されて艀となった。「セルヴェ」は1921年以降はディーゼル油貯蔵用となる。1949年に売却され「ペガサス (Pegasus)」と改名。1922年にイェーテボリ海事博物館が取得し、現在そこで展示されている。